# Notomulciber strandi
Notomulciber strandi är en skalbaggsart som först beskrevs av Stefan von Breuning 1939.  Notomulciber strandi ingår i släktet Notomulciber och familjen långhorningar.
Artens utbredningsområde är Sri Lanka. Inga underarter finns listade i Catalogue of Life.